# Kopernikus-Gymnasium Rheine
Das Kopernikus-Gymnasium ist ein Gymnasium im westfälischen Rheine. Unter den drei regulären Rheiner Gymnasien ist es das jüngste und, im Hinblick auf Schüler- und Lehrerzahl, größte.

## Geschichte
Ausgelöst durch akute Raumnot am Gymnasium Dionysianum infolge steigender Schülerzahlen, kamen bereits in den 1950er Jahren Forderungen nach einem zweiten Gymnasium in Rheine auf. Im Juli 1957 beschloss der Rat der Stadt die Errichtung einer weiteren Schule, welche im Januar 1961 durch das Kultusministerium gestattet wurde. Der Baubeginn erfolgte im März 1963; im Dezember 1965 wurde das Kopernikus-Gymnasium offiziell eröffnet. Das Kopernikus-Gymnasium folgte hierbei zunächst einer naturwissenschaftlich-mathematischen Ausrichtung.
Ein Neubau für die Mensa und die Mediothek wurde 2010 fertiggestellt.

## Bilingualer Zweig Englisch und kopernikanischer Zweig
Seit dem Schuljahr 1992/1993 verfügt das Kopernikus-Gymnasium über einen bilingualen Zweig in englischer Sprache. Ab der siebten Klassenstufe wird der Unterricht in gesellschaftswissenschaftlichen Fächern oder in Biologie auf Englisch erteilt, hinzu tritt eine erhöhte Zahl von Englischstunden bereits ab der Klasse sechs. Im Abitur wählen die Schüler des bilingualen Zweiges Englisch als Leistungskurs sowie ein englischsprachiges Fach als drittes oder viertes Abiturfach, falls sie ein bilinguales Abitur erreichen möchten.
Das Kopernikus-Gymnasium bietet neben dem bilingualen Zweig auch einen kopernikanischen Zweig mit dem Schwerpunkt auf  mathematisch-naturwissenschaftlichen Fächern.

## Ganztag
Das Kopernikus-Gymnasium ist seit 2010 eine gebundene Ganztagsschule. Die 6. bis 9. Klassen haben zurzeit drei Mal pro Woche Ganztagsunterricht (9 Stunden inklusive Mittagspause und Selbstlernzeit, bis 15:45 Uhr). Die 5. Klassen haben an diesen drei Tagen 8 Stunden inklusive Mittagspause und Selbstlernzeit (bis 14:55 Uhr).

## Arbeitsgemeinschaften
Außerhalb des Unterrichts gibt es vielfältige Angebote an Arbeitsgemeinschaften (AGs): unter anderem  DELF-AG, Artistik- („Flying Kopis“) Fußball- u. a. Sport-AGs, Theater-AG, Bücherei-AG („Leseteam“), Business English, verschiedene Mathematik- und Naturwissenschaften-AGs, Robotik- und Elektronik-AGs. Die Orchester (Bläserklasse, Seven Or More, Concert-Band, Big Band) und Chöre (Kopilicious, Kopi Cantat) sind teils als AG, teils regulärer Unterricht (Bläserklasse, Concert Band, Kopi Cantat).

## Partnerschulen
Unter dem Namen „Comenius-Projekt“ unterhält das Kopernikus-Gymnasium Rheine seit dem Schuljahr 2008/2009 eine Partnerschaft mit mehreren europäischen Schulen:
- Sotungin Lukiio ja Etälukio in Vantaa/Finnland
- Invicta Grammar School in Maidstone/England
- Istituto Tecnico Economico „Enrico Tosi“ in Busto Arsizio/Italien
- Colegiul „Costache Negruzzi“ Iași/Rumänien
- Devonport High School for Boys in Plymouth/England

Das Kopernikus-Gymnasium hat seit 2006 eine Schulpartnerschaft mit der Schule IPPESCH in Corinto / Nicaragua, die vom deutschen Pater Josef Schendel gegründet wurde. Aufmerksam wurde das Kopernikus-Gymnasium auf die Schule durch den Abiturienten Henrik Plüth, einem Großneffen Schendels. Nun unterstützt das Kopernikus-Gymnasium jedes Jahr die Schule in Corinto durch Spenden.

## Informatik
Das Kopernikus-Gymnasiums nimmt regelmäßig am Bundeswettbewerb Informatik teil. Beim Wettbewerb 2004/2005 wurde das Kopernikus-Gymnasium als die beste deutsche Schule ausgezeichnet.

## Prominente Schüler
- Sebastian Meinberg